# Úrvalsdeild Karla 1942
La Úrvalsdeild Karla 1942 fue la 31.ª edición del campeonato de fútbol islandés. El campeón fue el Valur Reykjavik, que ganó su octavo título venciendo en el desempate por el título al Fram, ya que igualaron en puntos.

## Tabla de posiciones
|   | Equipo          | PJ | PG | PE | PP | GF | GC | DG | Pts |
| - | --------------- | -- | -- | -- | -- | -- | -- | -- | --- |
| 1 | Valur Reykjavik | 4  | 3  | 0  | 1  | 11 | 5  | +6 | 6   |
| 2 | Fram Reykjavik  | 4  | 3  | 0  | 1  | 7  | 7  | +0 | 6   |
| 3 | KR Reykjavik    | 4  | 2  | 0  | 2  | 7  | 6  | +1 | 4   |
| 4 | ÍBV             | 4  | 1  | 0  | 3  | 4  | 9  | -5 | 2   |
| 5 | Víkingur        | 4  | 1  | 0  | 3  | 3  | 6  | +0 | 2   |

### Desempate por el título
| Fram | 0 – 0 | Valur |

| Valur | 3 – 0 | Fram |